# Annapurna IV
Pour les articles homonymes, voir Annapurna (homonymie).
L'Annapurna IV, en sanskrit, népalais et nepalbhasha अन्नपूर्णा, Annapūrṇa, est un sommet du Népal s'élevant à 7 525 mètres d'altitude. En dépit de son altitude élevée, son ascension est réputée relativement facile.

## Histoire
D'après une étude publiée en 2023 dans la revue Nature, l'Annapurna IV aurait subi aux alentours de 1190 un gigantesque éboulement sommital, impliquant un volume total de roche d'environ 23 km3, et atteignant via la vallée de l'actuelle Kali Gandaki le site de la ville de Pokhara. Ce volume suggère que ce sommet dépassait auparavant largement les 8 000 m.
La première ascension est réalisée en 1955 par une expédition allemande menée par Heinz Steinmetz via l'arête Ouest. Cette voie est empruntée à de nombreuses reprises par la suite.
L'ascension de 1976 de la face Sud, extrêmement raide et avalancheuse, est due aux Allemands Pit Schubert (de) et Heinz Baumann. Après treize jours d'ascension en technique alpine, les autres membres de l'expédition, croyant les deux Allemands morts, abandonnent tous les camps d'altitude et redescendent dans la vallée,.